# 罂粟目
罂粟目（学名：Papaverales）在生物分类学上是双子叶植物纲中的一个目。一般为草本或灌木，枝叶破损后，常有黄色或白色液汁流出，花单生。其中罂粟的汁液可以制鸦片，含有30多种生物碱。
APG II 分类法中已撤销这个目。撤销后，与原罂粟目最接近者为罂粟科。
英文中俗称 Poppy 一词因为包括了很多不用科属的植物，因此对应的中文比较合适于“罂粟目”。中文中罂粟花一词往往单指罂粟的花。

## 分类
- 罂粟科 Papaveraceae
- 紫堇科 Fumariaceae